# Van Isselmuden

Geslachtswapen (1814)

Van Isselmuden is een oud adellijk geslacht uit Overijssel waarvan leden sinds 1814 behoren tot de Nederlandse adel van het koninkrijk.

## Geschiedenis
De stamreeks begint met Johan van Isselmuden die tussen 1381 en 1394 wordt vermeld en voor 26 oktober 1396 overleed. Zijn kleinzoon en verder nageslacht compareerden in de (oude) ridderschap van Overijssel. Vanaf de zestiende eeuw bezaten leden van het geslacht de havezate Rollecate waardoor leden konden worden beschreven in de Ridderschap; later kon dat vanwege Zwollingerkamp (sinds omstreeks 1672) en Paeslo (vanaf 1744). Zwollingerkamp bleef tot 1834 in het geslacht. In de 20e eeuw noemde nageslacht hun in 1947 aangekochte huis in Bennekom Rollecate dat tot nu in het geslacht is gebleven.
Gedurende eeuwen huwden leden met leden van het oud-adellijke geslacht Van Essen.
Bij Souverein Besluit van 28 augustus 1814 werd Roelof Hendrik van Isselmuden (1752-1834) benoemd in de ridderschap van Overijssel waardoor hij en zijn nageslacht gingen behoren tot de adel van het koninkrijk; bij Koninklijk Besluit van 7 april 1822 werd voor hem erkend de titel van baron op allen.
In 1997 leefden er nog tien mannelijke afstammelingen, de laatste geboren in 1981.

### Wapenbeschrijving
- 1814: In rood een keper, vergezeld van drie eenden met geknotte poten, alles van zilver. Een halfaanziende helm; wrong en dekkleden: rood gevoerd van zilver; helmteken: een rode drakekop en -hals, beladen met een keper volgens het schild; schildhouders: twee gouden leeuwen, rood getongd; het geheel geplaatst op een groen gemarmerd voetstuk.

## Enkele telgen
Hendrik van Isselmuden, heer tot Rollecate en Zwollingerkamp (1647-1691), in de Ridderschap van Overijssel, gedeputeerde in de Staten van Overijssel
- Roelof Gerlach van Isselmuden (1685-1727), kapitein, commandeur van Steenbergen
  - Hendricus van Isselmuden, heer tot Paeslo en Zwollingerkamp (1719-1774), in de Ridderschap van Overijssel, gedeputeerde ter Staten-Generaal
    - Roelof Hendrik baron van Isselmuden, heer tot Zwollingerkamp (1752-1834), in de (oude) Ridderschap van Overijssel (1776), lid van de (nieuwe) Ridderschap van Overijssel (1814-†) lid Grote Vergadering van Notabelen, landcommandeur van de Ridderlijke Duitsche Orde, Balije van Utrecht
      - Geertruida Hermina barones van Isselmuden (1825-1897); trouwde in 1846 met Lambertus Constantinus Catharinus Kolff van Oosterwijk (1820-1877), burgemeester en telg uit het geslacht Kolff
      - Jan Leonard baron van Isselmuden (1838-1878), luitenant-ter-zee, planter
        - Hendrik Johannes Leonard baron van Isselmuden (1876-1940), procuratiehouder, directeur brandverzekeringsmaatschappij, kunstschilder
          - Herman Johan Cornelis baron van Isselmuden (1840-1876), 1e luitenant, ordonnansofficier van koning Willem III
            - Anna Elisabeth barones van Isselmuden (1867-1943); trouwde in 1887 met jhr. Samuël Marie van Reigersberg Versluys (1836-1938), burgemeester van Kloetinge en telg uit het geslacht Versluys
            - Hendrik Leonard Herman baron van Isselmuden (1869-1930), kapitein
              - Herman Leonard Hendrik baron van Isselmuden (1901-1964), kolonel
                - Hans Roelof baron van Isselmuden (1947), oud-debiteuren-administrateur, chef de famille
                  - Ernst Roelof baron van Isselmuden (1975), vermoedelijke opvolger als chef de famille

              - Henri Johan baron van Isselmuden (1904-1973), directeur Nederlandsche Handel-Maatschappij in Nederlands-Indië, bewoner van huis Rollecate te Bennekom; trouwde in tweede echt in 1948 met Wilhelmina Alberdina Themps (1912-1988), nichtje van J. van Oudshoorn en bekend geworden door diens correspondentie met haar, verschenen als Kaarten uit Berlijn in 2018
                - Evert Lambertus Teunis baron van Isselmuden (1950), oud-accountmanager, bewoner van huis Rollecate te Bennekom

            - Geertruid Agnes barones van Isselmuden (1875-1967); trouwde in 1904 met mr. Louis Christiaan Besier (1868-1938), jurist en procureur-generaal van de Hoge Raad der Nederlanden

### Adellijke allianties
- Barchman Wuytiers (1865), Versluys (1887), Van Eck (1901), Smissaert (1927)